# 波乗りオフィスへようこそ
『波乗りオフィスへようこそ』（なみのりオフィスへようこそ）は、2019年4月5日にイオンシネマ徳島で先行公開され、2019年4月19日に全国公開された日本映画である。監督は明石知幸、主演は映画初主演となる関口知宏。原案は徳島県海部郡美波町に本社があるサイファー・テック株式会社および株式会社あわえの代表取締役を務める吉田基晴が著した『本社は田舎に限る』（講談社）。

## ストーリー
東京でセキュリティソフト会社を経営する徳永健志は、なかなかエンジニアを確保することができずに悩み続けていた。東京における人材採用に限界を感じた徳永は副社長である沢田達哉とともに、優秀な人材を求めて故郷の徳島県美波町に向かった。町は活気を失っており、徳永と沢田は悪戦苦闘する日々を送るが、徳永の同級生であり地元の役場に勤務する久米健一や地元の起業家である岩佐辰夫の力を借りて、豊潤な自然をテーマに掲げた策を考え出していく。更に徳永は更なる事業を展開すべく奮闘する。活気を失いつつあった小さな町に希望をもたらした奇跡の物語である。

## キャスト
- 徳永健志 - 関口知宏[2]
- 岩佐辰夫 - 宇崎竜童[3]
- 久米健一 - 柏原収史
- 沢田達哉 - 田中幸太朗
- 生田巽 - 伊藤祐輝
- 橘俊介 - 宮川一朗太
- 坂東澄 - 岩崎加根子
- 藤沢弥生 - 眞嶋優
- 四宮誠 - 大内田悠平
- 菅野有紀 - 上田結
- 林真由子 - 三木くるみ
- 徳永麻子 - 野田久美子
- 武市佳奈 - 石丸佐知

## スタッフ
- 原案 - 吉田基晴 『本社は田舎に限る』（講談社刊）
- 監督・脚本 - 明石知幸
- プロデューサー - 天野真弓
- ラインプロデューサー - 中円尾直子
- 撮影 - 赤川修也
- 照明 - 浜本修次
- 録音 - 川本七平
- 装飾 - 陣野公彦
- 音楽 - 高木砂代子
- エンディング曲 - POLU 「花嫁」（AQUA CITTA RECORDS）[4]
- 編集 - 洲崎千恵子
- 整音 - 渡辺丈彦
- 音響効果 - 佐藤祥子
- 助監督 - 村上秀晃
- スクリプター - 押田智子
- 衣装 - 宮部幸
- ヘアメイク - 根本佳枝
- 制作担当 - 金子拓也
- 制作プロダクション - エリセカンパニー
- 企画協力 - 株式会社あわえ
- 特別協賛 - Arithmer株式会社
- 特別協力 - 徳島県、美波町
- 協力 - 阿南市
- 配給協力 - ジャパン・スローシネマ・ネットワーク
- 配給・宣伝 - マジックアワー
- 製作 - ポンコツ商会